# Basedowena vulgata
Basedowena vulgata är en snäckart som beskrevs av Alan Solem 1993. Basedowena vulgata ingår i släktet Basedowena och familjen Camaenidae. Inga underarter finns listade i Catalogue of Life.